# Sumthin' Wicked This Way Comes
«Sumthin' Wicked This Way Comes» es una canción de TLC para su segundo álbum de estudio CrazySexyCool (1994). El título original de la canción surge del acto 4, escena 1 de la obra de Shakespeare, Macbeth. El narrador es la segunda bruja, cuya línea completa es «Con el pinchazo de mis pulgares, algo malvado está por suceder». El malvado es el propio Macbeth, que a estas alturas de la obra es un traidor y asesino. La canción contiene una introducción plasmada en un rap por André 3000, miembro de la banda Outkast, además de contener versos individuales de las tres miembros del grupo.
Fue grabada en Atlanta en los Curtom Recording Studios, Doppler Recording Studios, y Bosstown Recording Studio (también donde se hizo el mix). La canción no tuvo mucha recepción comercial, pero fue incluida en un episodio de la segunda temporada de New York Undercover.
Contiene un sample de la canción "My Fantasy Tracklist" de Crystelle Clear. 

## Personal
- André 3000 - composición, rap
- Dallas Austin - productor ejecutivo
- Babyface - productor ejecutivo
- Sleepy Brown - composición
- Chilli - voces de fondo
- Blake Eiseman - grabación
- Marqueze Ethridge - composición
- Carlos Glover - grabación
- Sir Dean Grant - teclado
- CeeLo Green - voces de fondo
- Debra Killings - voces de fondo
- Lisa "Left Eye" Lopes - composición, rap, voces de fondo
- Craig Love - guitarra
- Ray Murray - composición
- Neal Pogue - mezcla
- Herb Powers - ingeniero de masterización
- Martin Terry - guitarra
- Bernasky Wall - asistencia de mezcla
- Tionne "T-Boz" Watkins - voz principal, voces de fondo
- Organized Noize - programación de teclado